# Битва при Форміньї
Битва при Форміньї — битва, що відбулася 15 квітня 1450 року та стала головною битвою Столітньої війни між Англійським та Французьким королівствами. Знищення в битві останньої англійської армії в Нормандії та вирішальна перемога французів проклали шлях для захоплення решти англійських укріплень у Нормандії.

## Історія
Французи під керівництвом Карла VII витратили час, запропонований Турським договором 1444 року, щоб реорганізувати та відновити свої армії. Англійці, без чіткого керівництва слабким Генріхом VI, були розпорошеними та небезпечно слабкими. Коли французи порушили перемир'я в червні 1449 року, вони перебували в значно кращому становищі. Пон-Одемер, Пон-Л'Евек і Лізьє впали в серпні, а велика частина Нормандії була відвойована до жовтня. Проходячи на північ і схід, брати Бюро спостерігали за захопленням Руана (жовтень 1449 р.), Арфлера (грудень 1449 р.), Онфлера та Фреснуа (січень 1450 р.), перш ніж перейти до вторгнення в Кан.
Взимку 1449 року англійці зібрали невелику армію. Нараховуючи близько 3400 чоловік, він був відправлений з Портсмута до Шербура під командуванням сера Томаса Кіріела. Після висадки 15 березня 1450 року армія Кіріелла була підкріплена Едмундом Бофортом, герцогом Сомерсетом і генерал-лейтенантом Нормандії з силами нормандських гарнізонів під командуванням сера Метью Гофа (Байє), сера Роберта де Вера (Кан) і сера Генрі Норбері (Вір).

## Битва
Кирил просунувся на південь, взявши в облогу Валонь, яка блокувала Шербур від решти півострова Котантен. Валонь упав 27 березня після короткої облоги, і Кіріел продовжив просування до Карентану, який утримувався французами.

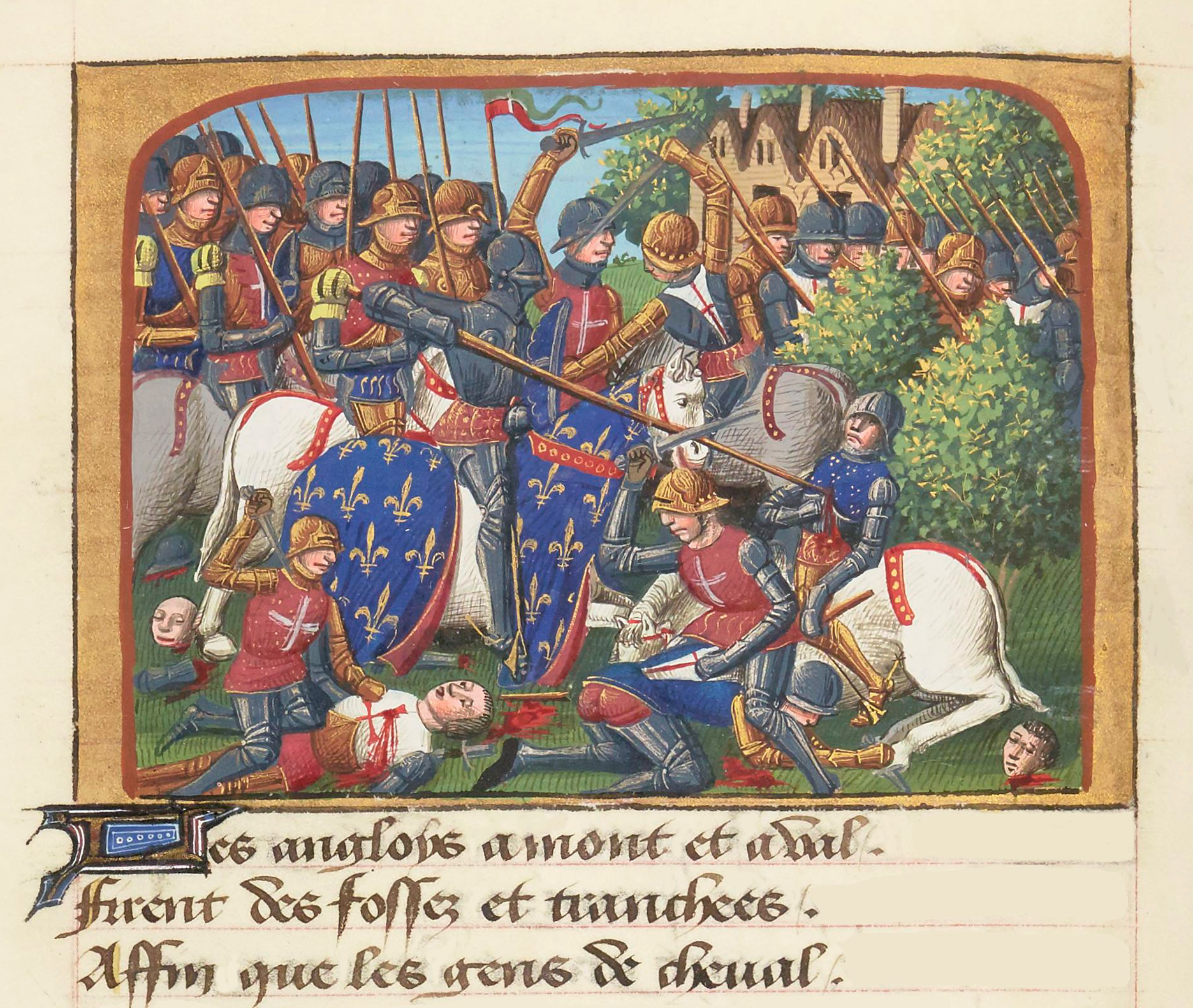
Битва при Форміньї з Les Vigiles de Charles VII Марціала д'Оверня, 1484

Коли 12 квітня англійська армія обігнула Карентан, французи відмовилися від вилазки, хоча відбулася низка менших сутичок. Kyriell повернув на схід до Байє, досягнувши села Форміньї 14 квітня. Французька армія чисельністю 3000 чоловік під командуванням Жана де Бурбона, який також був графом де Клермон, просунулася на схід від Карентана, щоб перехопити англійські сили. Того ж дня бретонська кавалерія чисельністю 1200—2000 осіб під командуванням Артура де Рішемона досягла Сен-Ло з півдня.
15 квітня сили Клермона були помічені англійцями. Армії зіткнулися одна з одною на дорозі Карентан- Байє, біля невеликої притоки Оре, англійці стояли спинами до потоку. Англійське формування налічувало 4000–7000 осіб і зібралося в довгу лінію за заростями колів і низьких земляних укріплень.
У другій половині дня французи розпочали бій невдалим штурмом англійських позицій зі своїми пішими солдатами. Французькі кавалерійські атаки на англійських флангах також були розбиті. Потім Клермон розгорнув два кулверини, щоб відкрити вогонь по англійських захисниках. Не витримавши вогню, англійці атакували і захопили гармати. Французька армія тепер була в безладді.
У цей момент бретонська кавалерія під командуванням Рішемона прибула з півдня, перетнувши Ауре і наблизившись до англійських сил з флангу.
Коли його люди відводили французькі гармати, Кіріел перемістив сили ліворуч, щоб протистояти новій загрозі. Клермон відповів, знову атакуючи. Залишивши підготовлену позицію, бритонська кавалерія Річеммонта напала на англійську армію та була вбита. Кирило був схоплений, а його військо знищено. Невеликий загін під командуванням сера Метью Гофа зміг втекти.

## Наслідки
Армія Кирила припинила своє існування: 2000–3754 убитих і 900—1400 взятих у полон, тоді як втрати французів і бретонців становили менше 1000 осіб. Оскільки в Нормандії не було інших значних англійських сил, увесь регіон швидко перейшов до переможних французів. Кан був захоплений 12 червня, а Шербур, остання фортеця в Нормандії, що утримувалася англійцями, упав 12 серпня.
Цю битву часто згадують як першу, в якій гармати зіграли ключову роль (першим вирішальним використанням гармат, як правило, вважається наступна битва під Кастійоном). Це досить важко судити; сучасні відомості є сумнівними, і можна побачити, що прихід бретонської армії Артура де Рішемона, майбутнього герцога Бретані, Артура III, з його могутньою кавалерією на фланзі англійців, змусив їх залишити свою підготовлену оборонну позицію, був більш значним, хоча ранній артилерійський вогонь з двох французьких гармат також зіграв у цьому свою роль.
Гармата могла мати вирішальне значення не стільки через ефект, який вони мали самі, скільки через те, що вони попередили Річемонта про те, що йде битва, і тому спричинили його появу на полі. На щастя для Клермона, що це сталося так, тому що один із його капітанів незабаром після цього написав, що якби коннетабль (Річемонт) не прийшов тоді, коли він прийшов, армія Клермона зазнала б «непоправної шкоди».

## Зображення

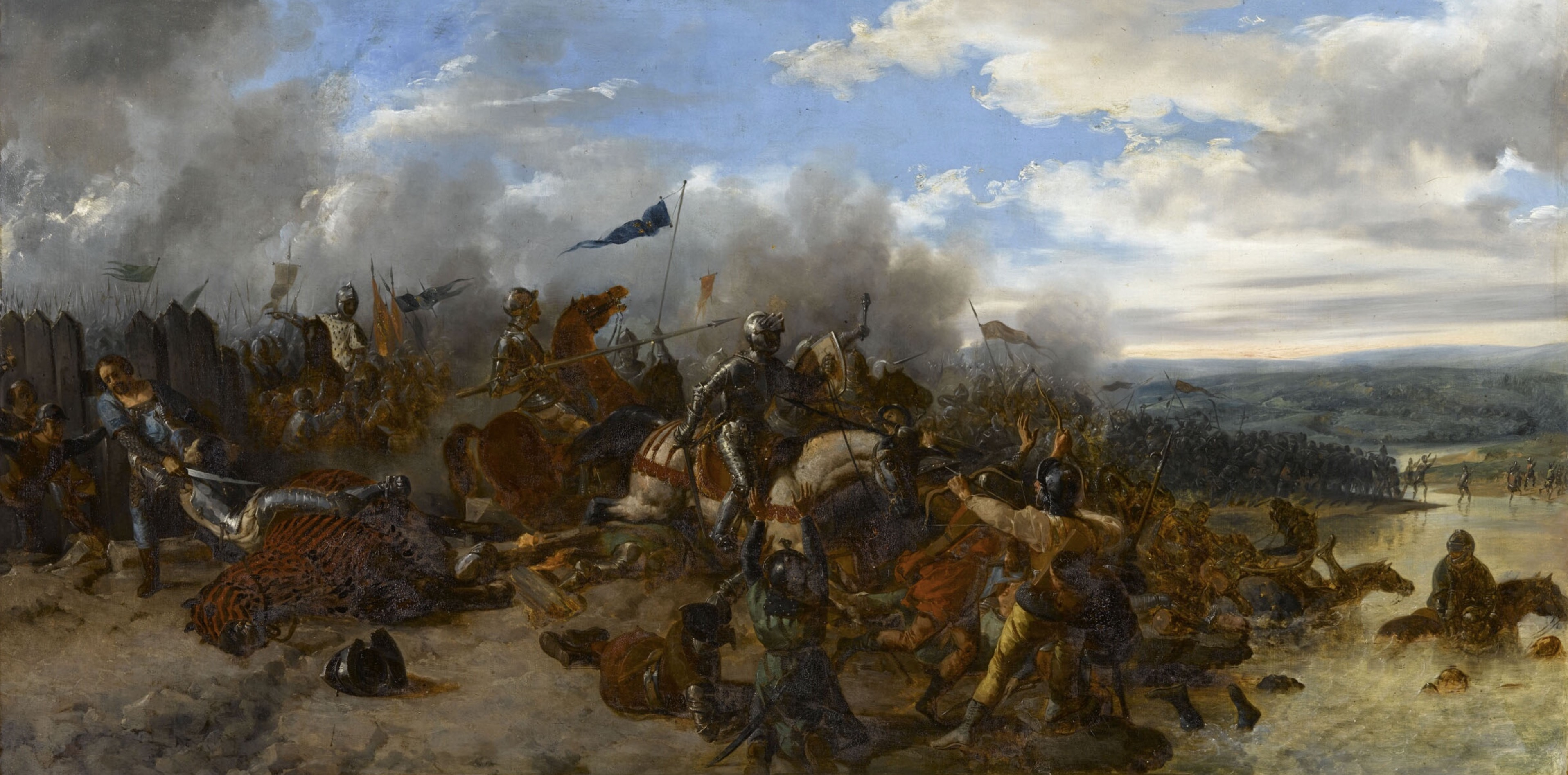
Батай де Форміньї, 18 квітня 1450 р., полотно, олія Проспера Лафає, 1837 р., Версальський палац
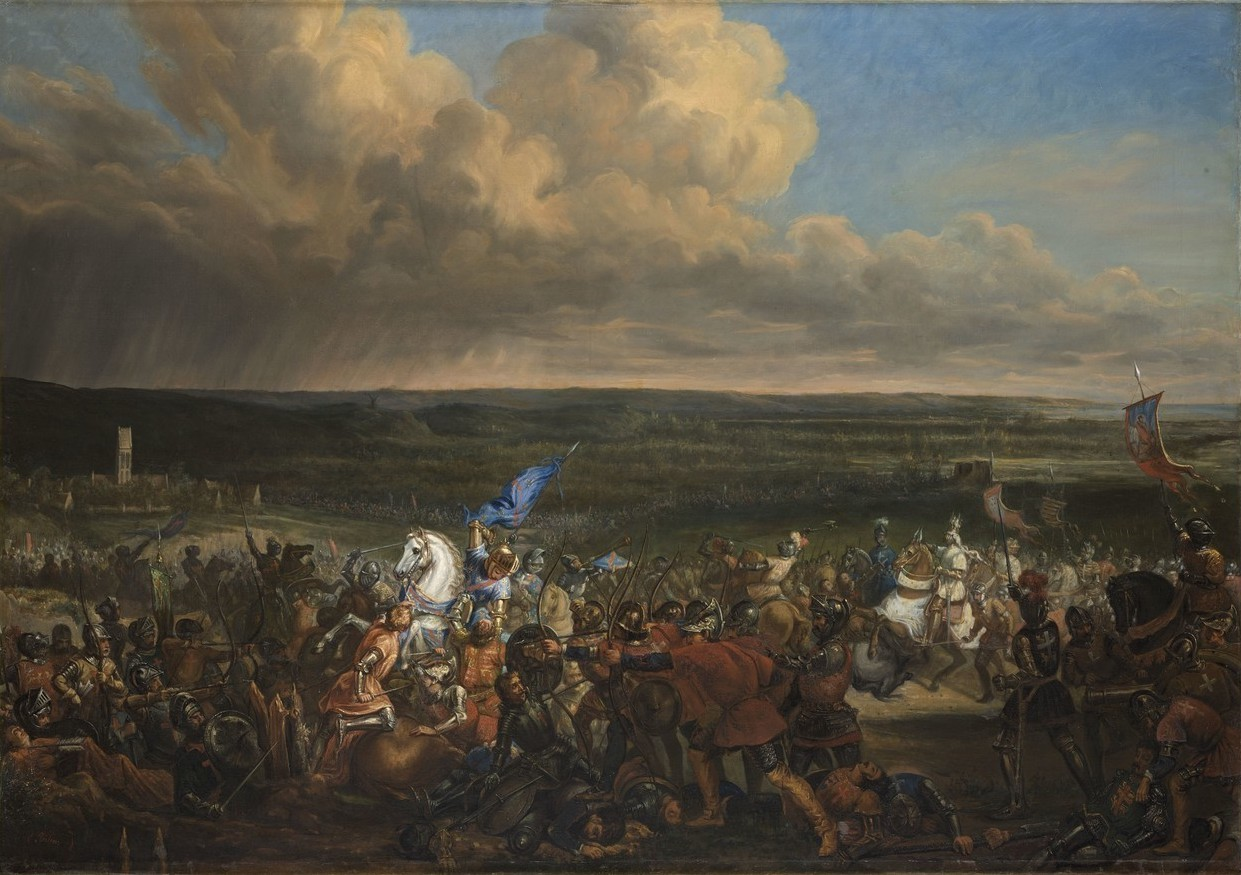
Батай де Форміньї, полотно, олія, Ремі-Ежен Жульєн
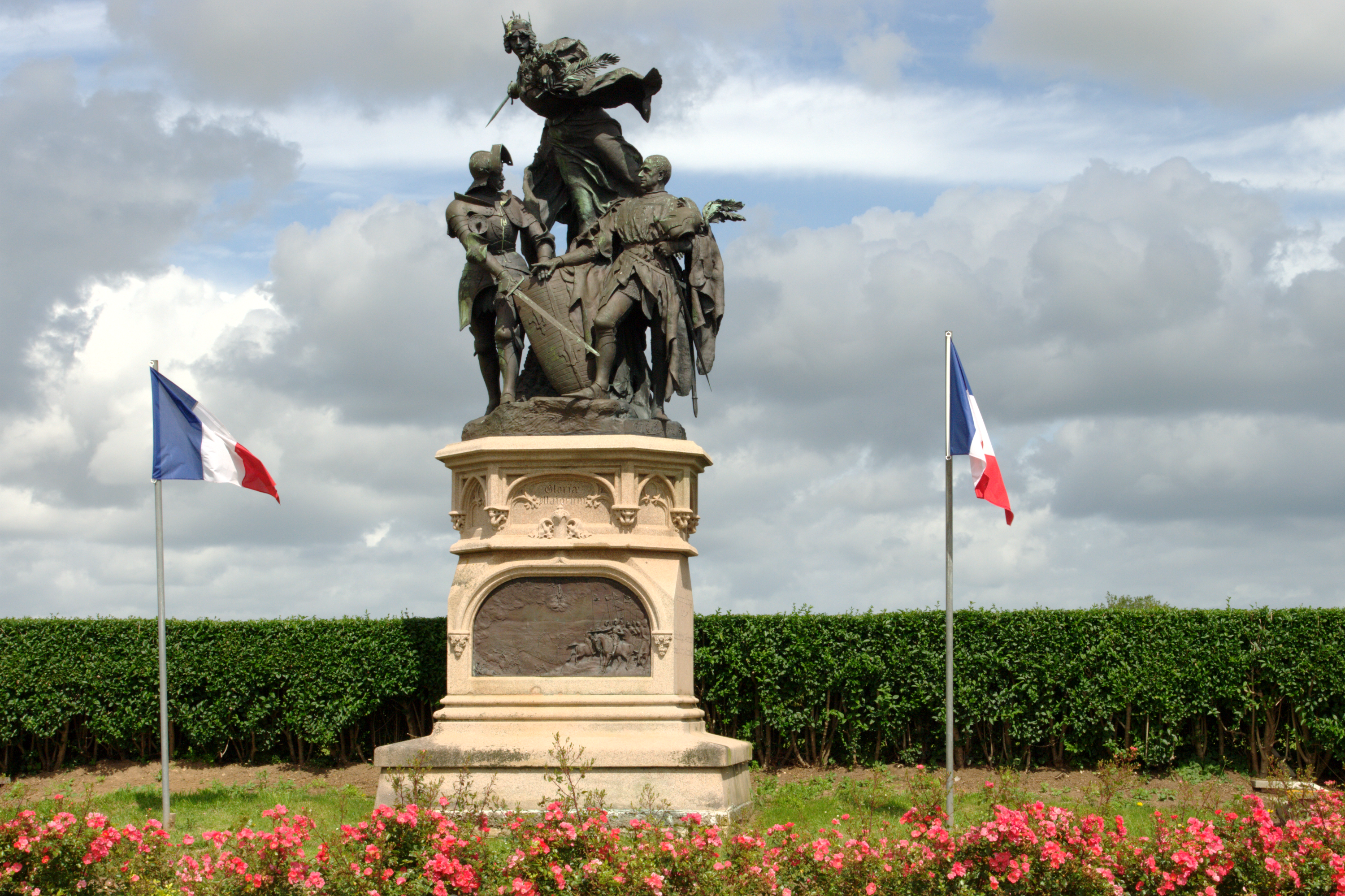
Пам'ятник битві при Форміньї
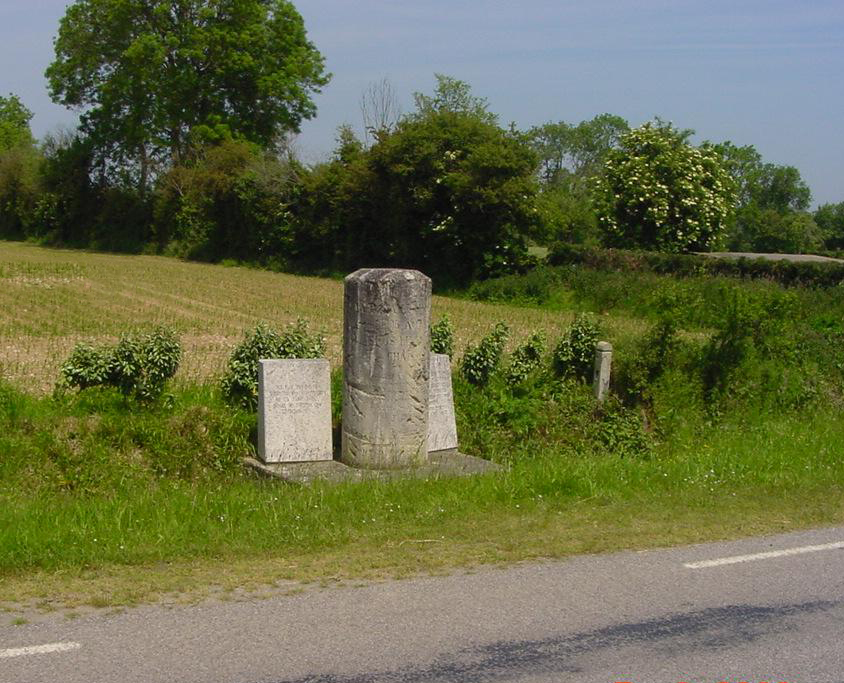
Меморіал відзначає поле битви
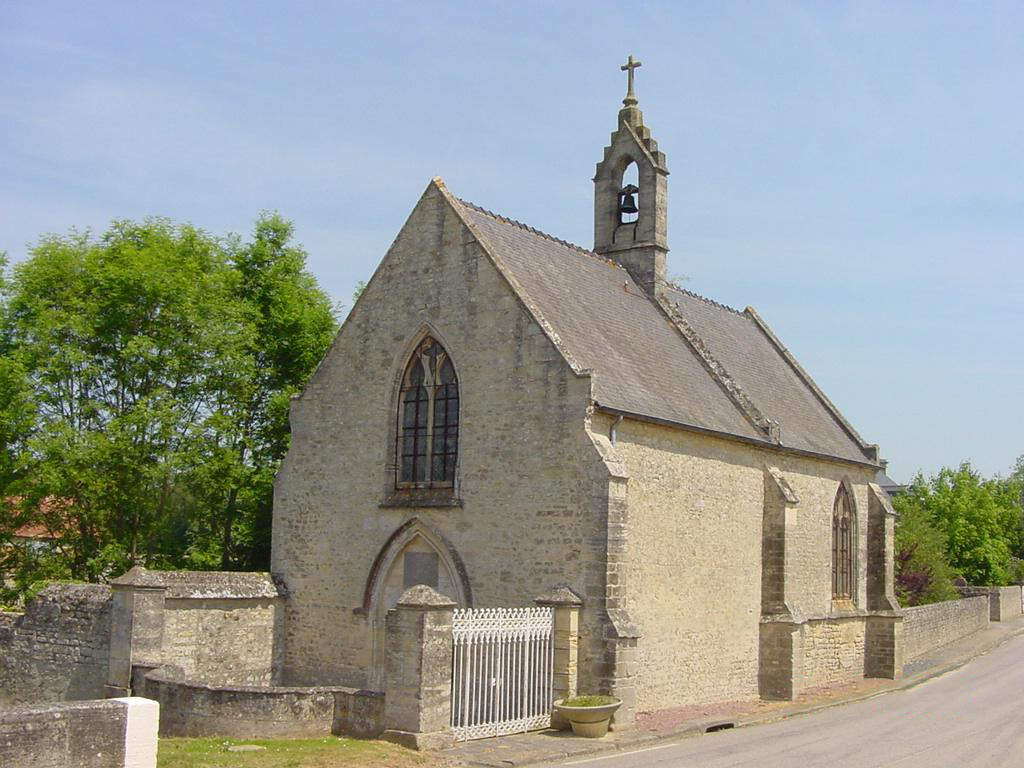
Каплиця, яку Клермон побудував у 1486 році на честь перемоги